# Wolf & Raven
A Wolf & Raven a finn Sonata Arctica második kislemeze. 2001-ben jelent meg, a címadó dal a Silence-ről való. Ez az egyetlen kiadványuk, amelyen szerepel a Peacemaker című dal.

## Számlista
1. Wolf & Raven
2. PeaceMaker

Mindkét számot Tony Kakko írta.

## Közreműködők
- Tony Kakko – ének, billentyűsök
- Jani Liimatainen – gitár
- Tommy Portimo – dob
- Mikko Härkin – billentyűsök
- Marko Paasikoski – basszusgitár
- Ahti Kortelainen – a stúdiómunkálatok vezetője
- Mikko Karmila és Mika Jussila – utómunkálatok